# Thomas Sidney Cooper
Thomas Sidney Cooper (Canterbury, 26 settembre 1803 – Harbledown, 7 febbraio 1902) è stato un pittore inglese, divenuto famoso per le sue rappresentazioni di bovini e di animali di fattoria.

## Primi anni di vita
Thomas Sidney Cooper nacque in St Peter's Street a Canterbury, nel Kent (Regno Unito) e fu battezzato nella chiesa di St Peter.  Già da bambino iniziò a mostrare un forte talento artistico, ma la sua famiglia aveva pochi mezzi (suo padre, che lavorava per l'esercito, aveva abbandonato la famiglia per un'altra donna quando il bambino aveva cinque anni, e la madre faceva la sarta, e c'erano altri quattro figli da sfamare) e non poteva pagare la retta di nessuna scuola, nemmeno carta e matite. Quindi, per aiutare a sostenere la famiglia, quando aveva dodici anni iniziò a lavorare come pittore di carrozze, poi più tardi come pittore di scenografie al teatro di Orange Street, e si alternò tra queste due occupazioni per circa otto anni. Tuttavia mantenne un desiderio insopprimibile di diventare un artista, e tutti i suoi momenti liberi erano dedicati al disegno e alla pittura dal vero. All'età di vent'anni si trasferì a Londra, e disegnò per un po' al British Museum, e dopo molta perseveranza e l'aiuto di uno zio fu ammesso come studente alla Royal Academy. Non terminò però il corso, pur avendo mostrato grande talento, essendo nati dei dissapori con lo zio, e non potendo più permettersi di continuare a vivere a Londra, fu costretto a tornare a Canterbury, dove riprese a guadagnarsi da vivere dipingendo ritratti e vendendo schizzi e disegni.
Nel 1827 lui e un amico andarono a Bruxelles dove, con un po' di fortuna e perseveranza, Cooper iniziò a mantenersi dipingendo ritratti e diventando anche un maestro di disegno. Qui incontrò e sposò nel 1829 Charlotte Pearson, figlia di un matematico inglese che viveva in questa città, e qui incontrò anche Eugène Verboeckhoven che era un famoso pittore di animali e che avrebbe avuto una grande influenza sulla sua ispirazione artistica. La rivoluzione belga del 1830 costrinse però Cooper e Charlotte tornare a Londra con la loro prima figlia, Maria Charlotte. Qui Cooper tentò di nuovo la fortuna vendendo schizzi e insegnando e nel 1833 presentò il suo primo quadro alla Royal Academy. Ebbe successo, anche per aver incontrato Robert Vernon che diventerà il suo principale mecenate,  iniziando così una lunga e prolifica carriera come espositore alla Royal Academy (dove un suo Paesaggio con bestiame sarà presente ininterrottamente dal 1833 al 1902) e alla British Institution, e ad altre rassegne.  Il suo 'Intercepted Raid, Ettrick Shepherd', esposto alla Royal Academy nel 1842, un olio su tela, fu venduto da Sotheby's per £ 37.500, diventando, a quel tempo, l'opera più costosa mai venduta all'asta.
Restò vedovo nel 1842 perché la moglie Charlotte morì precocemente in seguito alle ustioni che aveva riportato in un incidente domestico di quattro anni prima.
Quando fu annunciato il concorso per la decorazione delle nuove Camere del Parlamento, che si sarebbe tenuto a Westminster Hall nel 1847, Cooper presentò The Defeat of Kellermann's Coirassiers and Carabiniers by Somerset's Cavalry Brigade at Waterloo, June 1815, ma senza successo.  Per completare questo quadro, utilizzò il modello del campo di battaglia di Siborne, allora esposto a Londra, mentre un amico a Bruxelles gli inviò le corazze indossate dai vari reggimenti di cavalleria e un soldato delle Life Guards gli fece da modello.

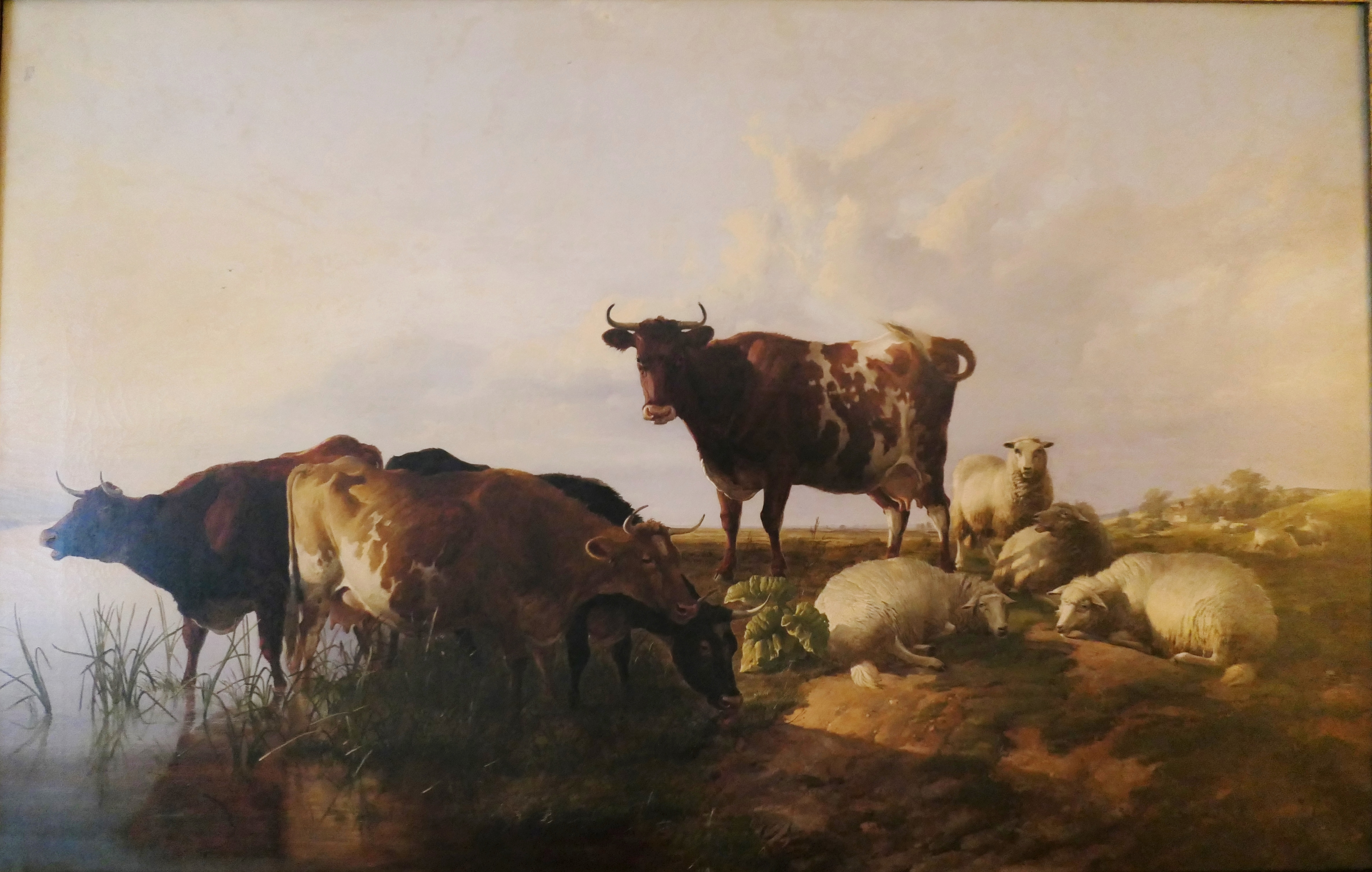
Mucche al pascolo

Fu uno dei migliori pittori paesaggisti del suo tempo, principalmente associato a dipinti di bovini o pecore,  un fatto che gli è valso l'epiteto "Cow Cooper". Cooper collaborò tra il 1847 e il 1870 con Frederick Richard Lee e Thomas Creswick a diversi dipinti, dove essi realizzarono i paesaggi e Cooper aggiunse gli animali per completare la scena.  Viaggiò per tutto il paese, a volte accompagnato da suo figlio, dipingendo in Galles, Scozia e nel Lake District così come nella sua contea natale del Kent.
A Londra frequentò l'alta società, annoverando tra i suoi amici molti artisti, politici e scrittori, tra cui Charles Dickens. Ebbe una lunga conoscenza con William Turner che descrive nella sua autobiografia come colui che "si interessava molto a me e al mio successo". Cooper era anche considerato dalla regina Vittoria che lo invitò a Osborne House sull'isola di Wight, e gli conferì la medaglia del Royal Victorian Order.
Cooper fu eletto membro della Royal Academy nel 1845 e fu "Royal Academician" dal 22 giugno 1867.

## Cooper e Canterbury
Cooper ebbe un profondo legame con Canterbury, suo luogo di nascita. All'apice della sua fama a Londra fece ritorno in questa città, costruendovi una casa, Vernon Holme, a Harbledown e vivendoci fino alla sua morte nel 1902. Questa dimora è ora di proprietà del Kent College. Dal primo anno in cui si stabilì in campagna, iniziò ad allevare i propri animali, in modo da avere sempre dei modelli a portata di mano. Era infatti dell'opinione che "tutti i paesaggisti dovrebbero vivere in campagna".
Amava anche il teatro e nel 1856 acquistò un isolato di edifici in Guildhall Street e, attingendo alle sue passate esperienze come pittore di scenografie, progettò e realizzò un nuovo teatro per Canterbury. Il suo amico Charles Dickens, che vi tenne una lettura, lodò il progetto dicendogli: "Cooper, non ho dovuto fare il minimo sforzo per mandare la mia voce nemmeno nei posti in fondo alla galleria".

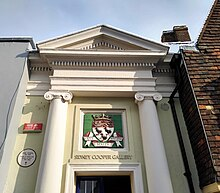
Ingresso della Sidney Cooper Gallery a Canterbury

Fu un grande filantropo a Canterbury e utilizzò parte della sua ricchezza per aiutare i poveri della città: d'inverno, distribuiva pane e carbone alle famiglie indigenti. Nel 1868, acquistò la casa in cui era nato in St. Peter's Street dove aveva vissuto con sua madre, e il blocco di edifici attorno ad essa, costruendovi un portico come ingresso, e vi fondò la "Sidney Cooper Gallery and Art School". Fece questo in parte come un omaggio a sua madre Sarah (1776-1865), ma anche per fornire lezioni gratuite agli studenti locali più poveri che desideravano studiare arte, fornendo l'insegnamento che a lui era mancato durante i suoi primi anni. I suoi amici accademici donarono calchi statue e disegni affinché gli studenti potessero studiarli, e alcuni donarono il loro tempo per svolgere il ruolo di esaminatori, tra questi Lawrence Alma-Tadema, William Morris e Edward J.Poynter. La scuola era affiliata al Dipartimento di Scienze e Arti di South Kensington guidato da Henry Cole, il primo direttore del Victoria and Albert Museum. Tra gli studenti più noti di Cooper vi fu Mary Tourtel, creatrice e illustratrice dei libri per bambini di Rupert Bear. Cooper stesso veniva regolarmente a insegnare, spesso fermandosi fino a tardi la sera per aiutare quei ragazzi e ragazze che non potevano venire durante il giorno. Cooper lasciò sia la Galleria che la casa in forma di trust al Consiglio comunale di Canterbury dell'epoca, con la condizione che venissero utilizzate per scopi artistici ed educativi.

## Eredità
Cooper scrisse le sue memorie, sotto il titolo di My Life , nel 1890. Tra i molti aneddoti interessanti ricorda la fuga dai combattimenti a Bruxelles quando scoppiò la Rivoluzione belga, i suoi incontri con William Turner e con Charles Dickens e la commissione ricevuta dalla Regina Vittoria di dipingere un toro da premio.
Thomas Sidney Cooper e Charlotte ebbero quattro figli; tra questi anche suo figlio Thomas George Cooper ebbe un discreto successo come pittore, sebbene i commercianti fossero per lo più desiderosi di camuffare la sua firma sui dipinti con quella del padre per aumentarne il valore. Venti anni dopo la morte della sua prima moglie, Cooper si risposò nel 1863 con Mary Cannon, che era la figlia del mugnaio locale William Cameron (o Cannon) ed ebbe un altro figlio, Nevill.
Membro più anziano della Royal Academy of Arts al momento dell'ascesa al trono di re Edoardo VII nel 1901, Cooper fu ricevuto dal re nel luglio 1901,  e nominato Commendatore del Royal Victorian Order.  Dipinse fino alla fine della sua vita, e tale era la sua fama che la sua salute in declino nel 1901 fu riportata sui giornali, dove fu definito "il grande vecchio dell'arte". Questo nonostante a detta di alcuni nell'ultimo periodo della sua attività artistica, sovraccarico di commissioni, avesse perso molto della sua originalità e spesso ripetesse le sue stesse composizioni. Il suo funerale si tenne nella cattedrale di Canterbury e fu sepolto nel cimitero della chiesa di San Martino, a Canterbury, dove riposa accanto alla seconda moglie e all'ultimo figlio. Fu un pittore così prolifico che la vendita in studio condotta da Christie's nel 1902 dopo la sua morte durò per ben tre giorni.
La più grande collezione pubblica di dipinti di Cooper è di proprietà del Consiglio comunale di Canterbury ed è ospitata presso la Beaney House of Art & Knowledge a Canterbury. Sue opere sono anche conservate presso la Tate Gallery e il Victoria and Albert Museum di Londra, e in altre collezioni pubbliche, principalmente in Gran Bretagna. Il resoconto completo della sua vita e il catalogo della sua opera sono stati pubblicati nel libro in due volumi di Kenneth Westwood Thomas Sidney Cooper - His Life and Work in due volumi edito nel 2011 da David Leathers, Ilminster.

## Dipinti selezionati
- Tempo di mungitura (1834)
- Mezzogiorno d'estate (1836)
- Una sosta di un mandriano sulle colline (1838)
- Un gruppo nei prati (1845)
- La sconfitta dei corazzieri di Kellerman a Waterloo (1847)
- Il sabato del pastore (1866)
- Tempo di mungitura nei prati (1869)
- Il monarca dei prati (1873)
- Separati ma non divorziati (1874)
- Il sostituto di Isaac (1880)
- Partenza per il Forte di Tilbury (1884)
- Bovini e pecore in un paesaggio (1888)
- In una fattoria nell'East Kent (1889)
- Ritorno alla fattoria, tempo di mungitura (1897).

## Riferimenti
- Bénézit, Dictionnaire des Peintres,Sculpteurs, Dessinateurs et Graveurs, Gründ Editore, Parigi, 1976, vol. III, pp. 153–154. ISBN 2700001516
- Canterbury historical and archaeological society (CHAS).
- Oxford Dictionary of National Biography.
- Kennet Westwood, Thomas Sidney Cooper - his Life and Work, David Leathers Publishing Editore, Ilminster, 2011.
- Illustrated London News del 6 luglio 1867.
- Necrologio su Times del 8 febbraio 1902.